# Aeródromo Rucamalén
El Aeródromo Rucamalén (OACI: SCUR) es un terminal aéreo ubicado a 7 kilómetros al sureste de Bulnes, Provincia de Diguillín, Región de Ñuble, Chile. Es de propiedad privada.